# Hornera versipalma
Hornera versipalma is een mosdiertjessoort uit de familie van de Horneridae. De wetenschappelijke naam van de soort werd in 1816 voor het eerst geldig gepubliceerd door Jean-Baptiste de Lamarck.